# Академічний проєкт реформи білоруського правопису 1933 року
Академічний проєкт реформи білоруського правопису 1933 року (біл. Акадэмічны праект рэформы беларускага правапісу 1933 году; Akademičny prajekt reformy biełaruskaha pravapisu 1933 hodu) — проєкт реформи білоруської правопису, розроблений групою вчених Інституту мовознавства в 1930-1933 рр. Незважаючи на помітний зросійщений ухил, радянське керівництво відкинуло його як занадто толерантний у зближенні білоруської мови з російською мовою.

## Передумови
У лютому-серпні 1930 року в справі «Союзу визволення Білорусі» НКВС БРСР заарештувало шестеро з восьми авторів попереднього проєкту реформи білоруського правопису, складеного в 1927-1929 роках.
У 1930 р. перед групою вчених з Інституту мовознавства була поставлена задача розробити новий проєкт білоруської реформи правопису, позбавлений "націонал-демократичного впливу". Наступного року Петра Бузуку, раніше заарештованлшл, але на відміну від інших білоруських мовознавців, звільненого через небілоруське походження, було призначено керівником Інституту. У той же час є інформація, що професор вважав існуючий правопис найкращим відображенням живого просторіччя, тож виступав проти його реформ.
Новий проєкт, на відміну від попередника, повинен був відповідати цілому переліку суперечливих, взаємовиключних, не завжди здійсненних (або нездійсненних) вимог:
- У світлі «боротьби проти націонал-демократичнів» — відмежувується від принципів і досягнень «націонал-демократів», що означало насамперед неприйняття змін, запропонованих Проєктом 1930 р., і на рівні принципи — від пуризму.
- Як новий проєкт, прожкт реформування — значно відрізняється від тарашкевиці.
- Відповідаючи на необхідність розширення грамотности — бути набагато простішим, ніж тарашкевиця, що на практиці могло б сприяти або фонетизації («як чується — так і пишеться»), або зросійщенню (стати набором механічних відповідностей російській писемності або безпосередньо відображають російську писемність).
- Уникаючи «великодержавних тенденцій, що виявлялися у прагненні передавати іноземлі слова обов'язково в російській вимові (лампа, сацыалогія, арыхмеціка, фанэціка)» (с. 8) — зберегти традиційний, тарашкевицький дизайн, не допускаючи російського впливу.
- Враховуючи вимогу наблизитися до мов інших народів СРСР — масове впровадження радянізмів (особливо росіянізмів та російських інновацій радянської епохи, а також "ідеологічно правильного" інтернаціоналізму), що суттєво вплинуло на мови.
- У випадках значної діалектної розбіжности певних фонетичних явищ — враховуйте їх лінгвістичну географію, вибираючи найпоширеніші.
- «Уважно слухаючи народну мову, мову міського та сільського пролетаріату, бідних та середнього класу, а не куркулів, шляхту та буржуазію» — просіяти мовний матеріал через сито політичної цензури.
- Беручи до уваги перспективу об'єднання білоруських етнічних територій («подальший розвиток світової революції») - не оминули мовні прояви західної Білоруси, особливо діалектні.

## Суть змін
Незважаючи на те, що робота проводилась у вкрай політизованій атмосфері ескалації зросійщуванийних тенденцій, боротьби з "націонал-демократами", сталінських репресій та жорстокої колективізації, проєкт виявився вкрай суперечливим та багатовекторним. Отже, разом із змінами, спрямованими на очевидне наближення білоруської мови до російської, існували діаметрально протилежні речі, зокрема: акання в числівниках (дзявяты, дзясяты, пяцьдзясят); акання в запозиченнях (маналёг, каапэрацыя, фанэтыка, Арджанікідзэ, Афэнбах; але нэто, інкогніто, солё, Лёкарно); скорочене написання подовжених ньн, льл, зьз, сьс, дзьдз, цьц, жж, шш, чч — н, л, з, с, дз, ц, ж, ш, а також у цц — (насене, галё, зяе, рызё, калосе, судзя, жыцё, збожа, заціша, ночу; адзінацаць, трыцаць); пропонувалось введення окремих літер для звуків /d͡z̞/, /d͡ʐ/.
Таким чином, у галузі правопису білоруських слів документ пропонував глибокий перегляд попередньої практики, при оформленні іноземної лексики — зберіг основу тарашкевиці і майже повторив проєкт 1930 року, незважаючи на війну, оголошену її творцями "національно-демократичного ставлення".